# Jean-Alexis Béteille
Pour les articles homonymes, voir Béteille.
Le général baron Jean-Alexis Béteille, né le 7 août 1763 à Rodez (Aveyron), mort le 13 février 1847 à Paris, est un général de Gendarmerie de la Révolution et de l’Empire.

## Biographie

### Guerres de la Révolution française
Il s'engage à 18 ans, le 6 avril 1782 au régiment de cavalerie de Berry et obtient son congé en 1785. Au début de la Révolution, il sert comme lieutenant dans le 2e bataillon du 85e régiment d'infanterie de ligne le 1er février 1791), il est promu capitaine le 28 juin 1791. En 1793, il se trouve au siège de Toulon. Il participe à la campagne d'Italie, de 1796 à 1798, il s'illustre à la prise de Saorge, au combat de San Michele et à la bataille de Mondovi ; 
Pendant la campagne d'Égypte (1798-1801), il se signale à la bataille de Chebreiss, à la bataille des Pyramides, et lors du siège d'Alexandrie. De retour d'Égypte en septembre 1801, il est nommé le 9 ventôse an X (28 février 1802) chef d'escadron à la 2e légion de gendarmerie.

### Guerres de l'Empire
Il participe à la campagne de Prusse et de Pologne de 1806-1807 et à la campagne d'Autriche en 1809, où il dirige la prévôté du maréchal Bernadotte dans le Brunswick, puis en Westphalie.

#### Colonel de la gendarmerie impériale
Il est alors engagé dans la campagne d'Espagne de 1809 à 1811. Il commande le 4e escadron de gendarmerie : le 5 janvier 1810, il est placé sous les ordres du général Buquet, chef d'état major du maréchal Moncey. La situation militaire devenant de plus en plus difficile sur le terrain, les unités de gendarmerie sont engagées dans de véritables batailles rangées. Une unité d'élite, comprenant six escadrons, la légion à cheval de Burgos est formée. Béteille devient chef d'escadron le 4 octobre 1810, puis est promu colonel, commandant de la 1re légion à cheval le 23 janvier 1811.
Le 23 octobre 1812, il s'illustre particulièrement à la tête de la légion de gendarmerie de Burgos lors de la bataille de Villodrigo, où il est laissé pour mort sur le champ de bataille avec six coups de sabre à la tête dont un « qui a mis à découvert le cerveau », cinq coups au bras et un dans le ventre. Selon la légende, il aurait été sauvé par un de ses lieutenants qui reconnut la couleur de ses chaussettes. À l'issue de cette bataille, le général Buquet autorise le colonel Béteille à se rendre à Rodez pour s'y faire traiter de ses « honorables blessures » (au nombre de douze), ajoutant : « l'honneur est un mobile trop puissant à l'âme de ce vertueux militaire pour que je ne sois pas convaincu de son empressement à rejoindre son poste dès que sa santé le lui permettra ».

#### Général de brigade
Le 10 février 1813, Napoléon l'élève à la dignité de baron de l'Empire et le promeut au rang d'officier de la Légion d'honneur. Le 2 mars 1813, Napoléon le nomme général de brigade. Il participe à la campagne de France en 1814. Nommé commandant du département de l'Ain, il affronte les Autrichiens. Par la suite, sous la Restauration, il reçoit la cravate de Chevalier de Saint-Louis et est fait commandeur de la Légion d'honneur le 23 août 1814.
Mort à Paris, le 13 février 1847, il est enterré au Père-Lachaise (1re division). Son épitaphe précise qu'il reçut « 15 blessures, dont 7 sur la tête ou le visage ». Ses cendres sont transférées le 23 octobre 2009, date anniversaire de Villodrigo, au cimetière de Rodez, donnant lieu à une cérémonie militaire d'hommage de la gendarmerie.
Jean-Alexis Béteille est mort sans descendance légitime, mais le journaliste sportif Gaston Meyer (1905-1985) indique dans ses mémoires descendre de lui, par son arrière-grand-mère Marie Mordestein, un des trois enfants (deux garçons et une fille) qu'il aurait eus avec une certaine Christine Mordestein.

## Hommages
La renommée du général Béteille n'a cessé de grandir depuis sa mort, particulièrement en Aveyron et au sein de l'institution. En effet son nom a été donné à une rue de sa ville natale en 1847, à la 13e promotion d'élèves-officiers de l'école de gendarmerie de Versailles dès 1925, ainsi qu'à la caserne de Bouliac (Gironde) en 1975 et à celle de Rodez en 1984.

## Pour approfondir